# Billy Durkin
Billy Durkin (29 tháng 9 năm 1921 – tháng 8 năm 2000) là một cầu thủ bóng đá người Anh thi đấu ở vị trí tiền đạo tầm xa.

## Sự nghiệp
Sinh ra ở Bradford, Durkin thi đấu cho Bradford City, Rotherham United, Aldershot và Weymouth.
Ông mất ở Dorset vào tháng 8 năm 2000.